# Colmurano
Colmurano – miejscowość i gmina we Włoszech, w regionie Marche, w prowincji Macerata.
Według danych na rok 2004 gminę zamieszkiwało 1221 osób, 111 os./km².